# Піроксенова паласитова міні-група
Піроксенова паласитова міні-група — це підрозділ паласитових метеоритів (кам'яно-залізних).
Метеорити, які входять до цієї міні-групи називаються «піроксеновими паласитами», оскільки це — єдині представники паласитів, які містять піроксен. Міні-група була запропонована до вжитку у 1995 році. Зараз існує лише два метеорити-представники цієї міні-групи: Vermillion та Yamato 8451. Обидва ці метеорити містять піроксен, а також мають низку інших схожих якостей: наприклад, їх піроксенова композиція, концентрації рідкісноземельних елементів, а також співвідношення ізотопів кисню. Однак, існують також ознаки, які суперечать віднесенню цих двох метеоритів до однієї групи: наприклад, текстура та місця проявлення когеніту в метеориті Vermillion, а також відмінність у концентраціях залишкових сидерофільних елементів.